# Полов цикъл
Полов цикъл (нарича се и естрален цикъл) е нервно-хуморален верижен рефлекторен комплекс от морфологични и физиологични изменения в половите органи и целия организъм при женските бозайници. Проявява се с периодична изява на признаци, характеризиращи измененията в половата система и половото поведение на женските животни, позволяващо заплождането им и е в резултат на функционални изменения, които настъпват в много от системите на организма, включително и кората на главния мозък. Той е в съответствие с външната среда в резултат на разлики в сезона, времето или храненето. Половият цикъл е характерен за всички зрели женски животни в периода от настъпване на полова зрялост до угасване на половата дейност.

## Етимология
Думата „еструс“ навлиза от латинската oestrus и в превод означава ярост, щръклица. Същата има гръцки произход οἶστρος и отново означава ярост, язвителност, щръклица, луд импулс. Значението се свързва с древногръцката легенда за ревността на Хера, благодарение на която превръща Ио в юница след като разбира, че му изневерява със Зевс. Еврипид използва думата еструс, за да опише безумието и да опише лудостта, а Омир я прилага, за да опише паника.
Платон използва еструс да обясни ирационалния копнеж (стремеж, импулс) и да опише личност „управлявана и теглена от напора на желанието“. Херодот придава малко по-близко до съвременното значение на еструс, използвайки oistros да опише инстинкта на рибата да хвърли хайвера си.
Обратният термин за липса на полов цикъл е „анеструс“.

## Същност
Половият цикъл протича с определена цикличност и при животните бива три типа:
- Полициклични (многоциклични) животни – половите цикли при тях се повтарят през цялата година. От домашните животни към тази група: кравата, свинята и биволицата.
- Моноциклични (едноциклични) животни – половият цикъл се проявява само един път в годината. Към тази група спадат основно дивите животни.
- Сезоннополициклични животни. Половият цикъл се проявява в определени годишни сезони обикновено един или два пъти в годината. При незаплождане се повтаря няколко пъти през сезона. Към тях се отнасят кобили, овце, кози, кучета и котки

Според начина на настъпването на овулацията животните се подразделят на:
- Животни със спонтанна овулация (овулацията е независима от копулацията).
- Животни с индуцирана овулация при която настъпва рефлекторно посредством копулационния стимул.

## Полов и менструален цикъл
Устройството на женската полова система при бозайниците включително и нервно-хуморалната регулация са твърде сходни. Въпреки това при различните видове се наблюдават различия при функционирането им. Една от тези разлики е, че при метеструс се наблюдава инволуция на ендометриума на матката. При животните с менструален цикъл, включително и при жената се наблюдава циклична подмяна на ендометриума, който се отделя с менструалните изтечения. Друга разлика се наблюдава във връзка с проявяващата се полова активност. При бозайниците с полов цикъл женските са сексуално активни единствено по време на еструс. За разлика от тях женските индивиди с менструален цикъл демонстрират полова активност по време на всички фази.

## Фази на половия цикъл

### Проеструс
Това е подготвителна фаза, през която в женския организъм протичат редица процеси, свързани с развитието и узряването на фоликули в яйчниците. От самите тях се отделят естрогени, чието действие засилва пролиферативните процеси. Настъпват хиперемия на половите органи, леко набъбване на вулвата и разрастване на жлезите в яйцепроводите. Започва засилване на контракциите на матката и отделяне на слуз.

### Еструс
Започналите в предната фаза пролиферативни процеси се засилват. Наблюдават се силна хиперемия на половите органи, по-силно набъбване на вулвата, усилена секреция на жлезите на преддверието, на маточната шийка и на яйцепроводите. Маточната шийка се отваря, а през нея преминава значително количество слуз, което през вулвата изтича навън. Животното е неспокойно и възбудено. В яйчника фоликулите са напълно узрели и в края на фазата овулират. Успоредно с това женската допуска мъжки да копулира с нея. Контрактилната фаза е силно изразена, а в края на фазата се появяват антиперисталтични кантракции.

### Метеструс
Характеризира се с отслабване и прекъсване на хиперемията на половите органи, затваряне на маточната шийка, инволуция на жлезите и спиране на изтеченията. От овулиралите фоликули в яйчниците се образуват жълти тела. Контрактилната активност на матката намалява и изчезват антиперисталтичните вълни.

### Диеструс
Характеризира се с относителен покой на половите органи и преминаването им в състояние на относителен покой. В яйчниците се установяват развити и функциониращи жълти тела, които отделят прогестерон. Ендометриумът се разраства и удебелява. Развиват се маточните жлези и матката се подготвя да поеме евентуалното изхранване на зиготата. Липсват контракции на матката.

## Стадии на половия цикъл
Разделянето на половия цикъл на фази не отразява пълната проява на организма, които го съпровождат. Фазите определят само някои процеси при половите органи. Поради факта, че целият организъм е ангажиран в половия цикъл в резултат на рефлекторния процес, същия допълнително може да се разгледа и като проява на морфологични и физиологични изменения преминаващи през три статия.

### Стадий на възбуда
В него женската проявява по-силно половата реакция, която създава благоприятни условия за осеменяване и оплождане. Стадият на възбуда се подразделя на четири фази:
- Секреторна фаза – настъпва ясно изразена морфологична и функционална проява в половите органи. В началото процесите са слабо изразени, но постепенно се засилват. Започва усилена секреция на маточните жлези, а маточната шийка се отваря.
- Полова възбуда – започва с промяна на поведението на женската, която започва да проявява интерес към мъжкото животно. Въпреки това обаче все още не го допуска за да бъде покрита. Свързано е с проявата на известно безпокойство, намаляване на апетита и дори отказване от храна.
- Полово влечение – реакцията за влечение към мъжкото се усилва. Наблюдава се стремеж за приближаване и допускане. При приближаване на мъжкото, женската застава в поза, подходяща за осъществяване на полов акт.
- Узряване и овулация на фоликулите. Узряването на фоликулите започва в началото на стадия на полова възбуда, а овулацията настъпва в края на половото влечение.

### Стадий на потискане
Настъпва инволуция на половите органи и отминаване на физиологичните процеси, възникнали през статия на възбуда. Изчезват признаците на секреторна фаза, животното се успокоява и губи интерес към мъжкия.

### Стадий на уравновесяване
През този стадий женското животно е спокойно. Проявява пълно безразличие към мъжкия, а при някои видове дори и отрицателно отношение към него. В яйчниците се установяват незрели фоликули и жълти тела.

## Нервно-хуморална регулация на половия цикъл
Хипоталамусът регулира процесите възникващи в половите ендокринни жлези. Под въздействието на гонадотропин-освобождаващ фактор GnRH се стимулира синтеза и освобождаването на фоликулостимулиращ хормон (FSH), и лутеинизиращ хормон (LH). Този процес се контролира от интензитета и честотата на GnRH пулсове, както и по пътя на обратната връзка от андрогените и естрогените. Ниско честотни пулсове от GnRH водят до освобождаването на FSH, докато високо честотните GnRH пулсове стимулират освобождаването на LH.
В регулирането на половия цикъл особено място заемат гонадотропните хормони на хипофизата и яйчниковите хормони. Узряването на яйцеклетките и овулацията се стимулира от два хормона отделяни от хипофизата – фоликулостимулиращ хормон (ФСХ) и лутеинизиращ хормон (ЛХ).